# Sebastian Zinke (Politiker)

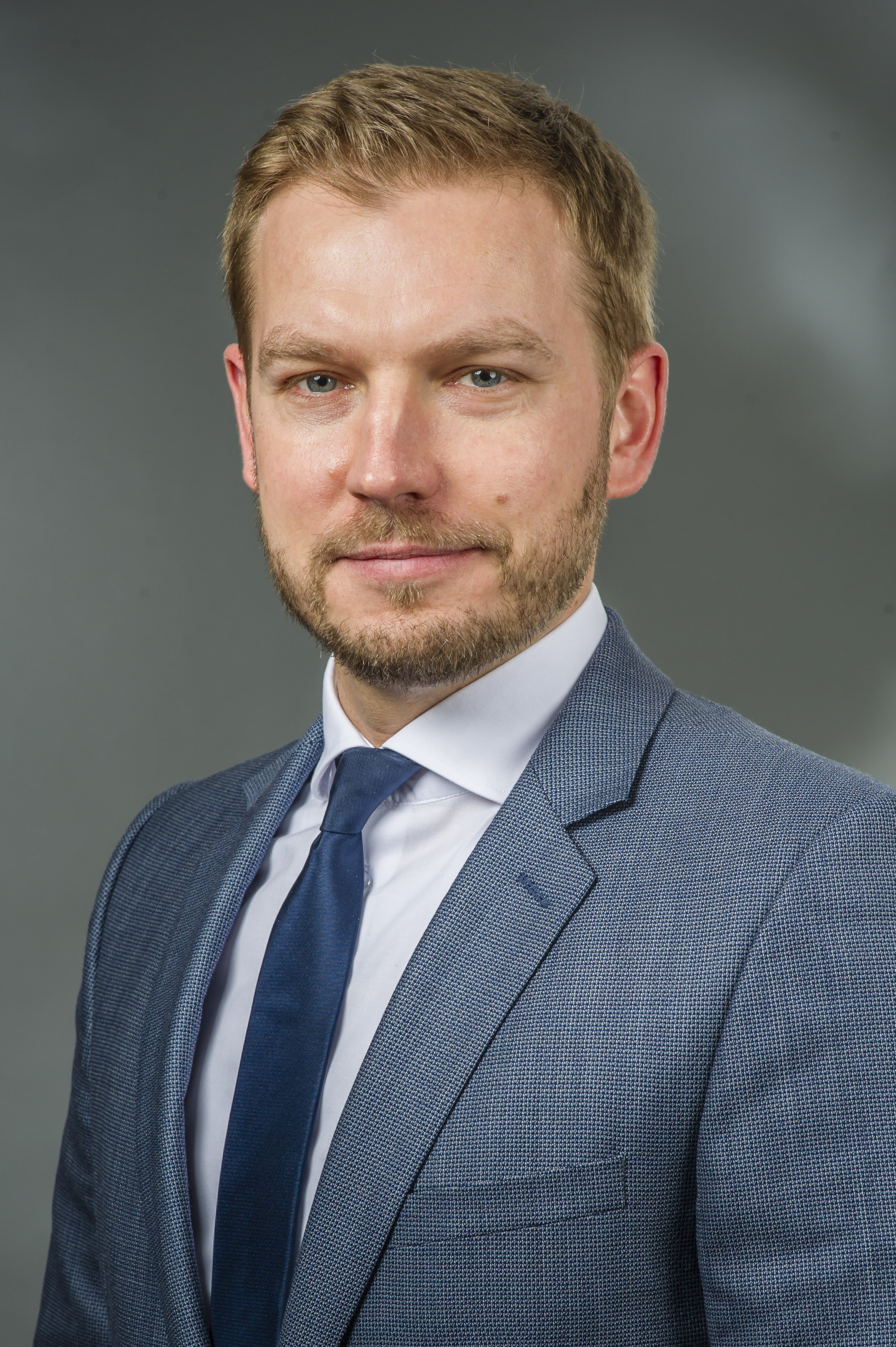
Sebastian Zinke, 2018

Sebastian Zinke (* 26. Juli 1981 in Walsrode) ist ein deutscher Politiker (SPD). Er ist seit November 2017 Abgeordneter im Landtag Niedersachsen.

## Leben
Zinke wuchs in Fallingbostel-Dorfmark auf und studierte nach dem Abitur Rechtswissenschaften an der Universität Osnabrück mit abschließendem zweiten Staatsexamen.
Er trat 2010 in den Polizeidienst des Landes Niedersachsen und übernahm dort 2012 eine Leitungsfunktion. Im Folgejahr wechselte er als Referent für Bundesrats- und Kabinettsangelegenheiten ins niedersächsische Innenministerium. Anschließend war er ab 2014 Referent bei der SPD-Landtagsfraktion, seit 2015 als persönlicher Referent der Abgeordneten Johanne Modder.
Zinke wohnt in Bomlitz und ist evangelisch-lutherischer Konfession.

## Partei und Politik
Zinke trat 2003 in die SPD ein. Er gehörte von 2011 bis 2020 dem Rat der Gemeinde Bomlitz an. Nach der Fusion der Gemeinde Bomlitz mit der Stadt Walsrode ist er seit März 2020 Mitglied des Rates der Stadt Walsrode. Zusätzlich ist er seit 2006 Abgeordneter im Kreistag des Landkreises Heidekreis. Bei der Landtagswahl in Niedersachsen 2017 erhielt er ein Direktmandat im Landtagswahlkreis Walsrode. Bei der Landtagswahl in Niedersachsen 2022 konnte er das Direktmandat verteidigen.